# Bruinrugtodietiran
De bruinrugtodietiran (Hemitriccus kaempferi) is een zangvogel uit de familie tirannen (Tyrannidae).

## Naamgeving
De wetenschappelijke naam van deze soort werd voor het eerst geldig gepubliceerd in 1953 door de Amerikaan John Todd Zimmer. Hij noemde de vogel naar de Duitse natuuronderzoeker en verzamelaar Emil Kaempfer die het holotype in 1929 verzamelde. De betekenis van de wetenschappelijke naam is 'kleine Kaempfer's vliegenvanger (vogel)'. De Braziliaanse naam luidt Maria-catarinense, hetgeen Maria uit Santa Catarina betekent. 

## Kenmerken
De bruinrugtodietiran bereikt een lengte van 10 centimeter. Het is een kleurrijke vogel met een voornamelijk olijfgroene rug, geel beige buik, grijze poten en bruine vleugels met olijfgroene strepen. Verder is de iris bruin, de snavel grijs en de voorkant van de kop kastanjebruin.

## Verspreiding en leefgebied
Deze vogel is endemisch in Brazilië en komt daar voor in de staten Paraná en Santa Catarina. In 1992 waren er 11 locaties bekend waar de vogel voorkwam. De natuurlijke leefgebieden zijn subtropische of tropische vochtige laaglandbossen en zwaar gedegradeerd oud bos op een hoogte van zeeniveau tot 250 m. Dit zijn de restanten van het Atlantisch Woud.

## Voeding
De bruinrugtodietiran voedt zich met insecten en andere ongewervelden. 

## Status
De bruinrugtodietiran heeft een beperkt verspreidingsgebied en daardoor is de kans op uitsterven aanwezig. De grootte van de populatie werd in 2017 door BirdLife International geschat op  9 tot 16 duizend volwassen individuen en de populatie-aantallen nemen af door habitatverlies. Het leefgebied wordt aangetast door ontbossing waarbij natuurlijk bos wordt omgezet in gebied voor de teelt van bananen, rijst en timmerhout, verder is er veel stadsontwikkeling in het lager gelegen kustgebied. Dit proces gaat minder snel dan vroeger aangenomen. Om deze redenen stond deze soort in 2008 als ernstig bedreigd, tussen 2009 en 2016 als bedreigd en sinds 2017 als kwetsbaar op de Rode Lijst van de IUCN.